# Acquarossa
Acquarossa là thủ phủ của huyện Blenio trong bang Ticino ở Thụy Sĩ.